# Begijnendijk
Begijnendijk és un municipi belga de la província de Brabant Flamenc a la regió de Flandes. El 2018 tenia 10.053 habitants.